# Léon Faucher

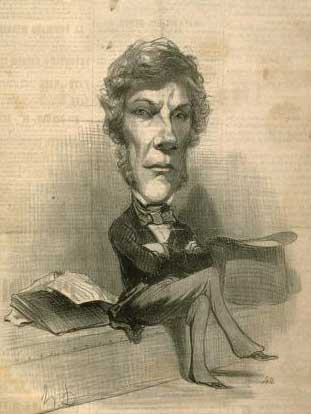
Karikatur von Léon Faucher

Léon Faucher (* 8. September 1803 in Limoges; † 15. Dezember 1854 in Marseille) war ein französischer Publizist und Staatsmann.

## Leben
Faucher, Sohn jüdischer Eltern, studierte in Paris Philologie und Archäologie und wurde Hauslehrer, wandte sich aber nach der Julirevolution der Journalistik und Nationalökonomie zu.
Er war Redakteur des "Temps", des "Courrier français" und des "Constitutionnel" von 1830 bis 1842 und gab mehrere staatswirtschaftliche Schriften heraus. 1846 erhielt er für Reims einen Sitz in der Deputiertenkammer und stimmte hier mit der dynastischen Opposition, wie er denn auch einer der Hauptagitatoren für den Freihandel war. Für die Wahlreform trat er mit größtem Eifer ein. Nach der Februarrevolution 1848 wurde er vom Département Marne in die Konstituante wie in die Legislative gewählt, stimmte er mit den gemäßigten Republikanern und wurde nach Louis Napoléons Wahl zum Präsidenten, Minister des öffentlichen Bauwesens, und im Dezember bis Juni 1849 und April bis Oktober 1851 auch Innenminister, und gleichzeitig vom 10. April 1851 bis 2. Dezember 1851 auch Premierminister.
1849 wurde er Mitglied in der Académie des sciences morales et politiques.
Nach dem Staatsstreich vom 2. Dezember 1851 durch Louis Napoléon, zog er sich vom politischen Schauplatz ganz zurück. Seine staatswissenschaftlichen Abhandlungen sind zum großen Teil von seinem Schwager, den Nationalökonomen und Politiker Louis Wolowski (1810–1876) gesammelt herausgegeben.

## Werke
- Études sur l'Angleterre (Par. 1845, 2 Bde.; 2. Aufl. 1856)
- "Mélanges d'économie politique et de finance" (Par. 1856, 2 Bde.)
- "Études"
- "Recherches sur l'or et sur l'argent" (Par. 1843)
- "Leon F.; biographie, correspondance, vie parlementaire" (2. Aufl., Par. 1875, 2 Bde.).